# HD 4304
HD 4304，又名CP-54 166，SAO 232168、HR 202，是一颗恒星，视星等为6.15，位于銀經305.07，銀緯-63.39，其B1900.0坐标为赤經0h 40m 24s，赤緯-54° -63.39′ 44″。